# Matt McKay
Pour les articles homonymes, voir Matthew McKay et McKay.
Matthew McKay (né le 11 janvier 1983 à Brisbane, en Australie) est un footballeur international australien qui évolue au poste de milieu offensif avec Brisbane Roar

## Biographie

### En sélection nationale
Matt McKay fait ses débuts en équipe nationale d'Australie le 16 août 2006 contre le Koweït.
54 sélections et 2 buts avec l'Australie depuis 2006.

## Statistiques détaillées

### En club
| Saison      | Club            | Pays         | Championnat          | Championnat | Championnat |
| Saison      | Club            | Pays         | Division             | Matchs      | Buts        |
| ----------- | --------------- | ------------ | -------------------- | ----------- | ----------- |
| 2005 - 2006 | Queensland Roar | Australie    | A-League             | 18          | 2           |
| 2006        | Incheon United  | Corée du Sud | K-League             | 7           | 0           |
| 2006 - 2007 | Queensland Roar | Australie    | A-League             | 20          | 3           |
| 2007 - 2008 | Queensland Roar | Australie    | A-League             | 23          | 3           |
| 2008 - 2009 | Queensland Roar | Australie    | A-League             | 24          | 5           |
| 2009        | Changchun Yatai | Chine        | Chinese Super League | 15          | 0           |
| 2009 - 2010 | Brisbane Roar   | Australie    | A-League             | 19          | 2           |
| 2010 - 2011 | Brisbane Roar   | Australie    | A-League             | 26          | 3           |

### En sélection

#### Matchs internationaux
| Matchs internationaux de Matt McKay | Matchs internationaux de Matt McKay | Matchs internationaux de Matt McKay | Matchs internationaux de Matt McKay | Matchs internationaux de Matt McKay |
|                                     | Date                                | Adversaire                          | Minutes jouées                      | Compétition                         |
| ----------------------------------- | ----------------------------------- | ----------------------------------- | ----------------------------------- | ----------------------------------- |
| 1.                                  | 16 août 2006                        | Koweït                              | ?                                   | Éliminatoires Coupe d'Asie 2007     |
| 2.                                  | 28 janvier 2009                     | Indonésie                           | 90 min                              | Éliminatoires Coupe d'Asie 2011     |
| 3.                                  | 5 mars 2009                         | Koweït                              | 90 min                              | Éliminatoires Coupe d'Asie 2011     |
| 4.                                  | 3 mars 2010                         | Indonésie                           | 46e                                 | Éliminatoires Coupe d'Asie 2011     |
| 5.                                  | 9 octobre 2010                      | Paraguay                            | 76e                                 | Match amical                        |
| 6.                                  | 17 novembre 2010                    | Égypte                              | 80e                                 | Match amical                        |
| 7.                                  | 5 janvier 2011                      | Émirats arabes unis                 | 90 min                              | Match amical                        |
| 8.                                  | 10 janvier 2011                     | Inde                                | 62e                                 | Coupe d'Asie des nations 2011       |
| 9.                                  | 14 janvier 2011                     | Corée du Sud                        | 89e                                 | Coupe d'Asie des nations 2011       |
| 10.                                 | 18 janvier 2011                     | Bahreïn                             | 90 min                              | Coupe d'Asie des nations 2011       |
| 11.                                 | 22 janvier 2011                     | Irak                                | 120 min                             | Coupe d'Asie des nations 2011       |
| 12.                                 | 25 janvier 2011                     | Ouzbékistan                         | 90 min                              | Coupe d'Asie des nations 2011       |
| 13.                                 | 29 janvier 2011                     | Japon                               | 120 min 112e                        | Coupe d'Asie des nations 2011       |

## Palmarès

### En club
- Avec Brisbane Roar :
  - Championnat d'Australie en 2011 et 2014.

### En sélection
- Équipe d'Australie :
  - Finaliste de la Coupe d'Asie des nations en 2011.
  - Vainqueur de la Coupe d'Asie des nations en 2015.